# María Laura Santillán
María Laura Santillán (15 de marzo de 1962) es una periodista televisiva y conductora argentina ganadora dos veces del Premio Konex. Desde 1983 trabajó en los servicios informativos de Radio Splendid y Radio Rivadavia.  Desde 1991 trabajó en El Trece, conduciendo diferentes programas como Fax, Causa común, Justicia para todos, No matarás, A quién le importa la educación, Fiscales, Telenoche Investiga y Todo Noticias. Estuvo muchos años a cargo de los reportajes del suplemento Clarín (PK) Mujer y escribía para la revista Para Ti. Desde 2004 hasta 2020 condujo el noticiero de Telenoche, y el programa Plato fuerte, por Radio Nacional. También condujo Argentina para armar y David y Goliat por Todo Noticias. Desde marzo de 2022 está al frente de +Noticias, que va de lunes a viernes a las 13 horas en LN+.

## Comienzos
Comenzó estudiando filosofía en la Facultad de Filosofía y Letras de la Universidad de Buenos Aires. Realizó la carrera de locución en el Instituto Superior de Enseñanza Radiofónica (ISER).

## Carrera profesional
Su carrera comenzó en 1983 como cronista de los servicios informativos de Radio Splendid y Radio Rivadavia y en el programa Rapidísimo, de Héctor Larrea. Desde 1991 trabajó en El Trece, donde condujo y produjo diferentes programas como Fax, el talk show Causa común,  Justicia para todos,  No matarás, A quién le importa la educación, Fiscales y Telenoche Investiga, entre otros, como así también desde el primer día de transmisión del canal por cable Todo Noticias, el 1 de junio de 1993. Tras la partida de César Mascetti y Mónica Cahen D'Anvers en 2004, conduce el noticiero Telenoche junto a Santo Biasatti hasta 2017, y luego con Diego Leuco y Luciana Geuna desde 2019 hasta 2021 condujo Argentina para armar y David y Goliat por Todo Noticias. En 2010, fue nominada al Emmy Internacional por el trabajo de Telenoche Investiga titulado Glaciares, el primer veto, a raíz del veto que la presidenta Cristina Fernández de Kirchner había hecho sobre la ley de protección de glaciares. En 2012, fue elegida como embajadoras de L'Oréal París. En 2012, condujo el desfile de Clarín Mujer. En 2019 fue la conductora del debate entre los candidatos a las elecciones presidenciales de Argentina de 2019. También realiza campañas solidarias y es la madrina de la Asociación Civil "Esclerosis Múltiple Argentina" (EMA).

## Premios y reconocimientos
- Premio Estímulo de TEA por Fax. 1991.
- Premio Konex por su labor como conductora - Diploma al mérito en la sección espectáculos. 2001.[1]
- Premio Martín Fierro a mejor labor periodística. 2001.
- Premio Martín Fierro a mejor programa periodístico. 2003.
- Premio Martín Fierro a mejor programa periodístico. 2004.
- Premio Clarín a mejor noticiero, por Telenoche. 2004.
- Premio Clarín a mejor noticiero, por Telenoche. 2005.
- Premio Clarín a mejor noticiero, por Telenoche. 2006.
- Premio Clarín a mejor noticiero, por Telenoche. 2007.
- ATVC - Asociación de Televisión por Cable: Mejor programa periodístico. 2007.
- Premio Clarín a mejor noticiero, por Telenoche. 2008.
- Premio Konex por su labor como conductora - Diploma al mérito en la sección espectáculos. 2007.[1]
- Nominada al Emmy Internacional  por el trabajo de Telenoche investiga titulado Glaciares, el primer veto. 2010.[7][1][14]
- Premio Fund TV (PK) por el programa Argentina para armar. 2012.[15][16][1]
- Premio Extraordinario Fund TV (PK) de Oro. 2012.[15][16][1]
- Premio Prensario

## Vida personal
Estuvo casada con Marcelo Morano. Desde 1990 hasta 2009 compartió su vida sentimental con el periodista Carlos de D'Elía, gerente de noticias de Artear, con el que tuvo dos hijas.

## Trayectoria

### Televisión

#### Canal 11
- El show de la vida (1984)

#### Canal 13
- Telemóvil (1986)
- Fax (1991-1992)
- Causa común (1993-2000)
- Justicia para todos (1994-1995)
- Telenoche investiga (2000-2003)
- No matarás (2003)
- Telenoche (2004-2020)
- A quién le importa la educación (2005)
- Fiscales (2006)
- Premio Abanderados de la Argentina Solidaria (2010-2020)

#### América TV
- Teledos informa (1988)
- Yo me quiero casar (1988)

#### Todo Noticias
- Argentina para armar (2007-2015)
- David y Goliat (2015-2016)

#### La Nación +
- +Noticias; reemplaza a Jonatan Viale en +Realidad y desde el 22 de marzo de 2023 reemplaza a Eduardo Feinmann en el noticiero de la Nación+.

### Radio
- Radio Mitre
- Radio Belgrano: En piyamas, con Nicolás Repetto
- Radio América
- Radio Nacional
- CNN Radio Argentina

## Gráfica
- Diario Clarín: trabaja en el suplemento "Mujer como entrevistadora", desde 1998.
- Para Ti: publicó columnas de opinión y relatos de ficción en 2005, 2006 y 2007.